# كأس إستونيا 2009–10
كأس إستونيا 2009–10 (بالإستونية: Eesti jalgpalli 2009/2010. aasta karikavõistlused)‏ هو الموسم 18 من كأس إستونيا. أقيم خلال الفترة 22 يوليو 2009 وحتى 12 مايو 2010، وأشرف على تنظيمه اتحاد إستونيا لكرة القدم، وكان عدد الأندية المشاركة فيه 78، وفاز فيه ليفاديا تالين.